# Giorgi Kveseladze

a Compétitions nationales et continentales officielles uniquement.

b Matchs officiels uniquement.
Dernière mise à jour le 26 juillet 2025.
Giorgi Kveseladze (en géorgien : გიორგი კვესელაძე), né le 11 novembre 1997 à Tbilissi (Géorgie), est un joueur international géorgien de rugby à XV qui évolue au poste de centre au FC Grenoble depuis 2024.

## Biographie
Giorgi Kveseladze commence sa carrière internationale en 2014, lorsqu'étant membre du RC Junkers, il prend part à la campagne victorieuse en Championnat d'Europe des moins de 20 ans de la Géorgie. Cette victoire qualifie la Géorgie pour le Trophée mondial des moins de 20 ans 2015, auquel Kveseladze prend part. La Géorgie remporte la compétition. Kveseladze se fait tout particulièrement remarquer lors de la finale, où il inscrit deux essais. Ce succès permet aux Géorgiens de jouer le Championnat du monde junior 2016, auquel prend part Kveseladze. Les Géorgiens réussissent à se maintenir dans l'élite, et organisent l'édition 2017, auquel Kveseladze prend part pour sa dernière année en moins de 20 ans.
En 2016, il a quitté son club des Junkers pour rejoindre les Lelo Saracens Tbilissi, avec qui il débute en Didi 10. Après une saison, il quitte le club pour rejoindre le RC Armazi.
En 2017, après le mondial junior, il est appelé avec l'équipe de Géorgie senior, et connaît sa première sélection lors de la réception du Canada,.
En 2018, il découvre aussi le rugby à sept à haut niveau (il n'avait qu'une expérience universitaire jusque là), participant avec la Géorgie au Tournoi de Hong Kong de rugby à sept 2018.
Il s'impose rapidement dans les lignes arrières géorgiennes, étant titulaire lors du Championnats d'Europe 2018 et 2019. Il est donc logiquement inclus dans l'effectif géorgien pour la coupe du monde 2019. Il est titulaire lors des quatre rencontres jouées par la Géorgie, et inscrit un essai face à l'Uruguay.
En 2020, après avoir de nouveau pris part au Championnat d'Europe, il fait partie de l'effectif qui prend part à la Coupe d'automne des nations. Il se met particulièrement en évidence lors de la rencontre face à l'Irlande. Il inscrit le premier essai géorgien de la compétition, et est nommé meilleur joueur du troisième week-end de compétition. À la fin de la compétition, son essai est élu plus bel essai du tournoi. Sa belle prestation lors de ce tournoi va lui ouvrir les portes de Gloucester Rugby, qu'il intègre mi-décembre, y signant un contrat de deux ans. En 2021, Gloucester annonce une prolongation de son contrat, son entraîneur George Skivington l'ayant trouvé « extraordinaire » lors de ses apparitions.
À l'issue de la saison 2022-2023, il est laissé libre par Gloucester Rugby.
Après son départ d'Angleterre, le 28 août 2023, il fait partie du groupe final des 33 joueurs sélectionnés pour participer à la Coupe du monde en France.
Après la compétition, il retourne en Géorgie et s'engage avec le Black Lion. Avec cette équipe, le 22 décembre 2023, il est est titulaire lors du succès 27 à 17 de son équipe en finale de la Rugby Europe Super Cup contre le Tel Aviv Heat,.
À partir de l'exercice 2024-2025, Giorgi Kveseladze vainqueur de la Rugby Europe Super Cup en 2023 avec le Black Lion signe au FC Grenoble.

## Statistiques en équipe nationale
| Année | Compétition                    | Matchs | Points | Essais |
| ----- | ------------------------------ | ------ | ------ | ------ |
| 2017  | Test matchs                    | 2      | -      | -      |
| 2018  | Championnat d'Europe           | 5      | 15     | 3      |
| 2018  | Coupe des nations du Pacifique | 2      | -      | -      |
| 2018  | Test matchs                    | 5      | -      | -      |
| 2019  | Championnat d'Europe           | 4      | -      | -      |
| 2019  | Test matchs                    | 1      | -      | -      |
| 2019  | Coupe du monde                 | 4      | 5      | 1      |
| 2020  | Championnat d'Europe           | 1      | -      | -      |
| 2020  | Test matchs                    | 1      | -      | -      |
| 2020  | Coupe d'automne des nations    | 4      | 5      | 1      |
| 2021  | Championnat d'Europe           | 5      | -      | -      |
| 2021  | Test matchs                    | 3      | -      | -      |
| 2022  | Championnat d'Europe           | 2      | -      | -      |
| 2022  | Test matchs                    | 3      | -      | -      |
| 2023  | Championnat d'Europe           | 3      | -      | -      |
| 2023  | Test matchs                    | 3      | -      | -      |
| 2023  | Coupe du monde                 | 4      | -      | -      |
| 2024  | Championnat d'Europe           | 5      | 15     | 3      |
| 2024  | Test matchs                    | 6      | -      | -      |
| 2025  | Championnat d'Europe           | 5      | 10     | 2      |
| 2025  | Test matchs                    | 2      | -      | -      |
| Total | Total                          | 70     | 50     | 10     |

| Essai | Adversaire | Lieu                                              | Compétition                 | Date              | Résultat | Score |
| ----- | ---------- | ------------------------------------------------- | --------------------------- | ----------------- | -------- | ----- |
| 3     | Allemagne  | Sparda-Bank-Hessen-Stadion, Offenbach-sur-le-Main | Championnat d'Europe 2018   | 17 février 2018   | Victoire | 0-64  |
| 1     | Uruguay    | Kumagaya Rugby Stadium, Kumagaya                  | Coupe du monde 2019         | 29 septembre 2019 | Victoire | 33-7  |
| 1     | Irlande    | Aviva Stadium, Dublin                             | Coupe d'automne des nations | 29 novembre 2020  | Défaite  | 23-10 |
| 2     | Pays-Bas   | Stade de rugby d'Avchala, Tbilissi                | Championnat d'Europe 2024   | 10 février 2024   | Victoire | 31-10 |
| 1     | Espagne    | Stade de rugby d'Avchala, Tbilissi                | Championnat d'Europe 2024   | 17 février 2024   | Victoire | 31-10 |
| 1     | Suisse     | Stade de rugby d'Avchala, Tbilissi                | Championnat d'Europe 2025   | 1er février 2025  | Victoire | 110-0 |
| 1     | Roumanie   | Stade de rugby d'Avchala, Tbilissi                | Championnat d'Europe 2025   | 2 mars 2025       | Victoire | 43-5  |

## Palmarès

### En club
- Vainqueur de la Rugby Europe Super Cup en 2023 avec le Black Lion.
- Finaliste du Championnat de France de 2e division en 2025 avec le FC Grenoble.

### En sélection nationale
- Vainqueur du Championnat d'Europe en 2014 avec l'équipe de Géorgie des moins de 20 ans.
- Vainqueur du Trophée mondial en 2015 avec l'équipe de Géorgie des moins de 20 ans.
- Vainqueur du Championnat d'Europe en 2018, 2019, 2020, 2021, 2022, 2023, 2024 et  2025 avec l'équipe de Géorgie.